# Plasma Processes and Polymers
Plasma Processes and Polymers is een internationaal, aan collegiale toetsing onderworpen wetenschappelijk tijdschrift op het gebied van de natuurkunde. De naam wordt in literatuurverwijzingen meestal afgekort tot Plasma Process. Polym.
Het wordt uitgegeven door Wiley-VCH en verschijnt 9 keer per jaar.
Het eerste nummer verscheen in 2004.